# Lower Baddibu
Lower Baddibu est un district de la division de North Bank en Gambie. En 2013, sa population était de 14 875 habitants.

## Source de la traduction
- (de) Cet article est partiellement ou en totalité issu de l’article de Wikipédia en allemand intitulé « Lower Baddibu » (voir la liste des auteurs).